# Conus marielae
Conus marielae is een in de zee levende slakkensoort uit het geslacht Conus. De slak behoort tot de familie Conidae. Conus marielae werd in 1975 beschreven door Rehder & Wilson. Net zoals alle soorten binnen het geslacht Conus zijn deze slakken roofzuchtig en giftig. Zij bezitten een harpoenachtige structuur waarmee ze hun prooi kunnen steken en verlammen.